# PacificSource Civil War Series
A PacificSource Civil War Series az Oregon Ducks és az Oregon State Beavers közötti rivalizálás. A Northwest Dodge Dealers Civil War Series az 1999–2000-es tanévben indult.

## Pontozás
A pontokat az alábbi szabályok szerint számolják:
- 3 pont az amerikaifutball-mérkőzés győztesének (2008 előtt 2)
- 1 pont a férfi kosárlabda győztesének (szezononként kettő játék)
- 1 pont a női kosárlabda győztesének (szezononként kettő játék)
- 2 pont a három legjobb baseballszéria győztesének (2008 előtt 1 pont a birkózó csapatmérkőzés győztesének)
- 1 pont a női labdarúgó-mérkőzés győztesének (döntetlen esetén mindkét csapatnak 0,5)
- 1 pont a férfi golf győztesének (szezonként kettő játék)
- 1 pont a női golf győztesének (szezonként kettő játék)
- 2 pont a három legjobb softballszéria győztesének
- 1 pont a női röplabda győztesének (szezononként kettő játék)

## Eredmények
| Tanév     | Pontok  |
| --------- | ------- |
| 1999–2000 | 11–6    |
| 2000–2001 | 8,5–8,5 |
| 2001–2002 | 9–8     |
| 2002–2003 | 9–8     |
| 2003–2004 | 11–6    |
| 2004–2005 | 12–5    |
| 2005–2006 | 12–5    |
| 2006–2007 | 9–8     |
| 2007–2008 | 9–8     |
| 2008–2009 | 9,5–9,5 |
| 2009–2010 | ?       |
| 2010–2011 | ?       |

A zöld cellák az Oregon Ducks, a narancsok az Oregon State Beavers győzelmét jelzik, a fehérek pedig döntetlent.

## Fordítás
- Ez a szócikk részben vagy egészben  a   PacificSource Civil War Series című angol Wikipédia-szócikk ezen változatának fordításán alapul.  Az eredeti cikk szerkesztőit annak laptörténete sorolja fel. Ez a jelzés csupán a megfogalmazás eredetét és a szerzői jogokat jelzi, nem szolgál a cikkben szereplő információk forrásmegjelöléseként.